# Lingua kwanyama
La lingua kwanyama, detta anche kuanyama, oshikwanyama od oshiwambo, è una lingua bantu parlata in Angola e in Namibia.

## Distribuzione geografica
Secondo l'edizione 2009 di Ethnologue, la lingua è parlata complessivamente da 668.000 persone, di cui 421.000 in Angola (dato del 1993) e 247.000 in Namibia (dato del 2006).
È mutuamente intelligibile con la lingua ndonga.

## Sistema di scrittura
Per la scrittura viene utilizzato l'alfabeto latino.